# Grand Prix-wegrace van België 1961
De Grand Prix-wegrace van België 1961 was de zesde Grand Prix van wereldkampioenschap wegrace in het seizoen 1961. De races werden verreden op 2 juli 1961 op het Circuit de Spa-Francorchamps nabij Malmedy. In België kwam de 350cc-klasse niet aan de start.

## Algemeen
In België vond de laatste Grand Prix van de zijspanklasse plaats, maar de wereldtitel was al eerder beslist. De andere klassen waren pas op de helft van hun seizoen en daar was de WK-strijd nog overal open.

## 500cc-klasse
Gary Hocking won zoals verwacht de 500cc-race met een flinke voorsprong op Mike Hailwood en Bob McIntyre. In de WK-stand bleef Hailwood echter op schootsafstand met slechts drie punten achterstand omdat hij overal punten had gescoord terwijl Hocking in de TT van Man was uitgevallen. Mike Duff reed zijn Matchless G50 voor het eerst in de punten.
| Pos | Coureur       | Merk      | Tijd      | Punten |
| --- | ------------- | --------- | --------- | ------ |
| 1   | Gary Hocking  | MV Privat | 1:05"52'3 | 8      |
| 2   | Mike Hailwood | Norton    | +1"39'0   | 6      |
| 3   | Bob McIntyre  | Norton    | +1"49'8   | 4      |
| 4   | Mike Duff     | Matchless | +3"30'0   | 3      |
| 5   | Ron Langston  | Matchless | +3"32'1   | 2      |
| 6   | Paddy Driver  | Norton    | +4"17'2   | 1      |
| 7   | Peter Pawson  | Norton    | +4"17'6   |        |
| 8   | Jack Findlay  | Norton    | +4"29'8   |        |
| 9   | Trevor Pound  | Norton    | +4"29'8   |        |
| 10  | Roy Ingram    | Norton    | +4"40'9   |        |
| 11  | Karl Hoppe    | Norton    | +1 ronde  |        |
| 12  | Dan Shorey    | Norton    | +1 ronde  |        |
| 13  | Jules Nies    | Norton    | +1 ronde  |        |
| 14  | Lothar John   | BMW       | +2 ronden |        |
| 15  | Tony Horton   | Norton    | +2 ronden |        |

| Coureur      | Merk      | Oorzaak |
| ------------ | --------- | ------- |
| Ernst Hiller | Matchless |         |
| Phil Read    | Norton    |         |
| John Hartle  | Norton    |         |

| Coureur              | Merk      | Oorzaak  |
| -------------------- | --------- | -------- |
| Eduardo Salatino     | Norton    |          |
| Jorge Kissling       | Matchless |          |
| Juan Carlos Salatino | Norton    |          |
| Juan Perkins         | Norton    |          |
| Bert Schneider       | Norton    |          |
| Ron Miles            | Norton    |          |
| Tom Phillis          | Norton    |          |
| Frank Perris         | Norton    |          |
| Fritz Messerli       | Matchless |          |
| Gyula Marsovszky     | Norton    |          |
| Hans-Günter Jäger    | BMW       |          |
| Roland Föll          | Matchless |          |
| Anssi Resko          | Norton    |          |
| Antoine Paba         | Norton    |          |
| Alistair King        | Norton    |          |
| John Farnsworth      | Norton    |          |
| Peter Chatterton     | Norton    |          |
| Tom Thorp            | Norton    |          |
| Tony Godfrey         | Norton    |          |
| Alberto Pagani       | Norton    |          |
| Hugh Anderson        | Norton    | Blessure |
| Horacio Costa        | Norton    |          |

### Top tien tussenstand 500cc-klasse
| Pos | Coureur           | Merk                  | Ptn |
| --- | ----------------- | --------------------- | --- |
| 1   | Gary Hocking      | MV Agusta / MV Privat | 32  |
| 2   | Mike Hailwood     | Norton                | 29  |
| 3   | Bob McIntyre      | Norton                | 14  |
| 4   | Frank Perris      | Norton                | 8   |
| 5   | Hans-Günter Jäger | BMW                   | 4   |
| 5   | Antoine Paba      | Norton                | 4   |
| 5   | Tom Phillis       | Norton                | 4   |
| 5   | Ron Langston      | Matchless             | 4   |
| 9   | Alistair King     | Norton                | 3   |
| 9   | Gyula Marsovszky  | Norton                | 3   |
| 9   | Phil Read         | Norton                | 3   |
| 9   | Mike Duff         | Matchless             | 3   |

## 250cc-klasse
Voor aanvang van deze race stonden Mike Hailwood, Tom Phillis en Jim Redman op de eerste drie plaatsen van het WK. In België finishten ze in omgekeerde volgorde, waardoor ze samen met 26 punten aan de leiding kwamen. Redman scoorde zijn eerste overwinning. Sadao Shimazaki maakte het succes voor Honda compleet. Suzuki stelde weer een RV 61 ter beschikking van Paddy Driver, die slechts zevende werd met een ronde achterstand. John Hartle had net als Hailwood en Bob McIntyre nu zelf een Honda RC 162 aangeschaft, maar hij haalde de finish niet.
| Pos | Coureur            | Merk      | Tijd      | Punten |
| --- | ------------------ | --------- | --------- | ------ |
| 1   | Jim Redman         | Honda     | 41"09'0   | 8      |
| 2   | Tom Phillis        | Honda     | +41'5     | 6      |
| 3   | Mike Hailwood      | Honda     | +1"08'7   | 4      |
| 4   | Sadao Shimazaki    | Honda     | +1"37'3   | 3      |
| 5   | Fumio Ito          | Yamaha    | +3"57'7   | 2      |
| 6   | Yoshikazu Sunako   | Yamaha    | +3"58'8   | 1      |
| 7   | Paddy Driver       | Suzuki    | +1 ronde  |        |
| 8   | Louis Hemptinne    | Aermacchi | +1 ronde  |        |
| 9   | Raphaël Orinel     | NSU       | +1 ronde  |        |
| 10  | Pierrot Vervroegen | Honda     | +2 ronden |        |

| Coureur      | Merk  | Oorzaak |
| ------------ | ----- | ------- |
| Bob McIntyre | Honda |         |
| John Hartle  | Honda |         |

| Coureur             | Merk                  |
| ------------------- | --------------------- |
| Luigi Taveri        | Honda                 |
| František Šťastný   | Jawa                  |
| Ernst Degner        | MZ                    |
| Hans Fischer        | MZ                    |
| Werner Musiol       | MZ                    |
| Alan Shepherd       | MZ                    |
| Dan Shorey          | NSU                   |
| Silvio Grassetti    | Benelli               |
| Tarquinio Provini   | Morini                |
| Kunimitsu Takahashi | Honda                 |
| Naomi Taniguchi     | Honda                 |
| Gary Hocking        | MV Agusta / MV Privat |

### Top tien tussenstand 250cc-klasse
| Pos | Coureur             | Merk                  | Ptn |
| --- | ------------------- | --------------------- | --- |
| 1   | Mike Hailwood       | Mondial / Honda       | 26  |
| 1   | Tom Phillis         | Honda                 | 26  |
| 1   | Jim Redman          | Honda                 | 26  |
| 4   | Kunimitsu Takahashi | Honda                 | 15  |
| 5   | Silvio Grassetti    | Benelli               | 9   |
| 6   | Gary Hocking        | MV Agusta / MV Privat | 8   |
| 7   | Tarquinio Provini   | Morini                | 7   |
| 8   | Bob McIntyre        | Honda                 | 6   |
| 9   | Fumio Ito           | Yamaha                | 4   |
| 10  | Ernst Degner        | MZ                    | 3   |
| 10  | Hans Fischer        | MZ                    | 3   |
| 10  | Sadao Shimazaki     | Honda                 | 3   |

## 125cc-klasse
Luigi Taveri scoorde zijn eerste overwinning voor Honda door Tom Phillis en Jim Redman op de streep te kloppen. Voor WK-leider Phillis was dat niet erg, want zijn grootste bedreiging kwam van Ernst Degner, die slechts vierde werd. Phillis breidde zijn voorsprong dus zelfs nog uit.
| Pos | Coureur             | Merk    | Tijd    | Punten |
| --- | ------------------- | ------- | ------- | ------ |
| 1   | Luigi Taveri        | Honda   | 42"00'8 | 8      |
| 2   | Tom Phillis         | Honda   | +0'1    | 6      |
| 3   | Jim Redman          | Honda   | +0'5    | 4      |
| 4   | Ernst Degner        | MZ      | +12'2   | 3      |
| 5   | Alan Shepherd       | MZ      | +17'9   | 2      |
| 6   | Walter Brehme       | MZ      | +24'2   | 1      |
| 7   | Naomi Taniguchi     | Honda   | +52'8   |        |
| 8   | Werner Musiol       | MZ      | +54'1   |        |
| 9   | Rex Avery           | EMC     | +3"07'5 |        |
| 10  | Ricardo Quintanilla | Bultaco | +3"52'7 |        |
| 11  | John Grace          | Bultaco | +4"53'3 |        |
| 12  | Franco Latini       | Ducati  | +5"30'1 |        |

| Coureur       | Merk   | Oorzaak   |
| ------------- | ------ | --------- |
| Mike Hailwood | Honda  | Mechanish |
| Phil Read     | EMC    |           |
| Vittorio Zito | Ducati |           |

| Coureur          | Merk    | Oorzaak   |
| ---------------- | ------- | --------- |
| Ralph Rensen (†) | Bultaco | Overleden |

| Coureur             | Merk    |
| ------------------- | ------- |
| Héctor Pochettino   | Bultaco |
| Hans Fischer        | MZ      |
| László Szabó        | MZ      |
| Kunimitsu Takahashi | Honda   |
| Sadao Shimazaki     | Honda   |
| Teisuke Tanaka      | Honda   |
| Ulf Svensson        | Ducati  |

### Top tien tussenstand 125cc-klasse
| Pos | Coureur             | Merk        | Ptn |
| --- | ------------------- | ----------- | --- |
| 1   | Tom Phillis         | Honda       | 34  |
| 2   | Ernst Degner        | MZ          | 23  |
| 3   | Jim Redman          | Honda       | 21  |
| 4   | Luigi Taveri        | Honda       | 18  |
| 5   | Mike Hailwood       | EMC / Honda | 14  |
| 6   | Alan Shepherd       | MZ          | 12  |
| 7   | Walter Brehme       | MZ          | 5   |
| 8   | Hans Fischer        | MZ          | 3   |
| 8   | Phil Read           | EMC         | 3   |
| 10  | John Grace          | Bultaco     | 2   |
| 10  | Kunimitsu Takahashi | Honda       | 2   |
| 10  | Sadao Shimazaki     | Honda       | 2   |
| 10  | Werner Musiol       | MZ          | 2   |

## Zijspanklasse
| Pos | Coureur           | Bakkenist       | Merk | Tijd    | Punten |
| --- | ----------------- | --------------- | ---- | ------- | ------ |
| 1   | Fritz Scheidegger | Horst Burkhardt | BMW  | 40"11'3 | 8      |
| 2   | Max Deubel        | Emil Hörner     | BMW  | +21'5   | 6      |
| 3   | Pip Harris        | Ray Campbell    | BMW  | +2"03'5 | 4      |
| 4   | Otto Kölle        | Dieter Hess     | BMW  |         | 3      |
| 5   | Chris Vincent     | John Thornton   | BMW  |         | 2      |
| 6   | August Rohsiepe   | Lothar Böttcher | BMW  |         | 1      |
| 7   | Jo Rogliardo      | Marcel Godillot | BMW  |         |        |
| 8   | Henry Curchod     | Armand Beyeler  | BMW  |         |        |

| Coureur           | Bakkenist             | Merk | Oorzaak |
| ----------------- | --------------------- | ---- | ------- |
| Helmut Fath       | Alfred Wohlgemuth (†) | BMW  | [ 3 ]   |
| Florian Camathias | Hilmar Cecco (†)      | BMW  | [ 4 ]   |

| Coureur               | Bakkenist       | Merk      |
| --------------------- | --------------- | --------- |
| Edgar Strub           | Kurt Huber      | BMW       |
| Arsenius Butscher     | Erika Butscher  | BMW       |
| Heinz Luthringshauser | Heiner Vester   | BMW       |
| Loni Neußner          | Fritz Reitmaier | BMW       |
| Charlie Freeman       | Billie Nelson   | Norton    |
| Colin Seeley          | Wally Rawlings  | Matchless |
| Jackie Beeton         | Eddie Bulgin    | Norton    |

### Top tien eindstand zijspanklasse
| Pos | Coureur               | Bakkenist                                            | Merk   | Ptn     |
| --- | --------------------- | ---------------------------------------------------- | ------ | ------- |
| 1   | Max Deubel            | Emil Hörner                                          | BMW    | 30 (36) |
| 2   | Fritz Scheidegger     | Horst Burkhardt                                      | BMW    | 28 (34) |
| 3   | Edgar Strub           | Kurt Huber                                           | BMW    | 14      |
| 4   | August Rohsiepe       | Lothar Böttcher                                      | BMW    | 10 (11) |
| 5   | Otto Kölle            | Dieter Hess                                          | BMW    | 9       |
| 6   | Arsenius Butscher     | Manfred Ludwigkeit, Alfred Schmidt en Erika Butscher | BMW    | 9       |
| 7   | Helmut Fath           | Alfred Wohlgemuth (†)                                | BMW    | 8       |
| 8   | Pip Harris            | Ray Campbell                                         | BMW    | 8       |
| 9   | Jackie Beeton         | Eddie Bulgin                                         | Norton | 4       |
| 10  | Heinz Luthringshauser | Heiner Vester                                        | BMW    | 2       |
| 10  | Charlie Freeman       | Billie Nelson                                        | Norton | 2       |
| 10  | Henry Curchod         | Armand Beyeler                                       | BMW    | 2       |
| 10  | Chris Vincent         | John Thornton                                        | BSA    | 2       |

1921 · 1922 · 1923 · 1924 · 1925 · 1926 · 1927 · 1928 · 1929 · 1930 · 1931 · 1932 · 1933 · 1934 · 1935 · 1936 · 1937 · 1938 · 1939 · 1947 · 1948 · 1949 · 1950 · 1951 · 1952 · 1953 · 1954 · 1955 · 1956 · 1957 · 1958 · 1959 · 1960 · 1961 · 1962 · 1963 · 1964 · 1965 · 1966 · 1967 · 1968 · 1969 · 1970 · 1971 · 1972 · 1973 · 1974 · 1975 · 1976 · 1977 · 1978 · 1979 · 1980 · 1981 · 1982 · 1983 · 1984 · 1985 · 1986 · 1988 · 1989 · 1990